# المعهد العالي للبيوتكنولوجيا بصفاقس
المعهد العالي للبيوتكنولوجيا بصفاقس هو مؤسسة عمومية تونسية للتعليم العالي في ميدان البيوتكنولوجيا تابع لوزارة التعليم العالي والبحث العلمي والتكنولوجيا وتحت إشراف مباشر لجامعة صفاقس، أنشئ عام 2002 بمقتضى القرار عدد 1623 لسنة 2002 والمؤرخ في 9 جويلية 2002.

شعار المعهد العالي للبيوتكنولوجيا بصفاقس

## أرقام
- طبقا لأرقام 2007 -2008 يدرس بالمعهد 771 طالبا من بينهم 594 طالبة.
- أما بالنسبة للإطار التدريسي فيوجد بالمعهد 111 مدرسا، يتوزعون كما يلي: القارون: 42 ؛ المتعاقدون: 42 ؛ العرضيون: 27.

## الاختصاصات
توجد بالمعهد العالي للبيوتكنولوجيا بصفاقس الشعب التالية:
- البيوتكنولوجيا المطبقة في الصحة والمحيط ؛
- الآليات البيولوجية الطبية ؛
- البيوتكنولوجيا المطبقة في الموارد الطبيعية.

أما المواد التي تدرّس فهي التالية: البيولوجيا والبيوتكنولوجيا والكيمياء والفيزياء والفيزياء الحية والإلكترونيك والإعلامية واللغات الحية والحقوق....

## وصلة خارجية
- موقع المعهد العالي لبيوتكنولوجيا بصفاقس.